# Тацит (цар)
Марко Клаудије Тацит (рођен око 200. године - умро 276. године) римски цар од 25. септембра, 275. године до априла 276. био је пореклом из једног града из Умбрије, покрајне у Италији.
Током свог дугачког живота, обављао је више дужности. Био је између осталог, конзул 273. године. Био је веома уважаван човек и припадник сенаторског сталежа. 
Шест месеци након убиства Аурелијана, Сенат је изабрао Тацита да га наследи, што је војска радо прихватила. Током кратке владавине, Тацит је започео неке реформе, покушавајући да поврати власт сената. 
Његова власт, после низа војничких царева, пружала је наду да ће се у Риму успоставити једна права династија; тако је Тацит свог брата Флоријана поставио за преторског префекта. 
Одмах након ступања на престо, Тацит је кренуо на рајнску границу да би зауставио продор Германа. Истовремено, Готи су на северним обалама Црног мора, продрли преко Кавказа у Малу Азију. Тацит је послао свог брата Флоријана против Германа, а сам се окренуо против Гота. Обојица су била успешна у рату. 
Изненада, после победе над Готима, Тацит је умро. Сачуване су два описа његове смрти: по једној Тацит је био убијен, а по другој, страдао је од болести. Наследио га је његов брат Флоријан. 
Тацит је био човек огромног богатства. Сву своју имовину је оставио држави. Био је прилично образован и поносно је тврдио да вуче порекло од великог историчара Тацита. Цар је наредио да се дело његовог претка преписује и да буде доступно у јавним библиотекама. 

## Биографија
Тацитова младост је углавном непозната. Савремена историографија одбацује његово наводно порекло од историчара Публија Корнелија Тацита као измишљотину. Вероватније је да је произашао из илирске војске, што га је учинило представником војске у царској политици.
Током свог дугог живота обављао је разне цивилне функције, укључујући и конзулат два пута, једном под Валеријаном и поново 273. године, стекавши опште поштовање.
Након Аурелијанове смрти, војска стационирана Тракији испуњена грижом савести због фаталне грешке и жељна да покаже своје покајање, уместо да великом журбом прогласи новог цара, послала је понизно писмо Сенату. Тражила је да он постави на упражњени престо једног свог представника и обавезала се да ће потврдити његов избор. Сенат је првобитно примио ово неочекивано саопштење са помешаним емоцијама, изненађењем и сумњом. Бојећи се да искористи оно што би се могло испоставити само привременим изливом емоција, учтиво је одбио да пристане на предлог војске. Истовремено, изражавајући пуно поверење у обазривост војника, Сенат је одлуку о томе ко ће бити изабран за цара пренео њих. Војници су, међутим, поново наваљивали на оце да се повинују њиховим жељама. Мада су поново наишли на исти одговор, и даље су истрајавали у свом првобитном захтеву. Ова извранредна расправа потрајала је више од шест месеци, „невероватан период“, како цени Гибон, мирног безвлашћа, током којег Римски свет био без суверена и био поштеђен узурпатора и побуна!
Такво стање ствари, међутим, није могло да траје дуго. Варвари су се, у међувремену, искоришћавајући међувлашће, покренули. Германи, тј. Лигури, Бургунди и Вандали провалили су у Галију, Готи су угрожавали Илирик, а очекивало се да ни Персијанци, против којих је Аурелијан објавио рат, неће остати дуго мирни. Ове догађаје је пред Сенат 25. септембра 275 изнео конзул Велије Корнифиције Гордијан, подстичући сабране оце да без даљег одлагања приступе избору цара: 
Изнећемо пред вас, сабрани оци, оно што смо у више наврата изнели. Треба да се изабере цар, пошто војска без владара не може да се одржи дуже како ваља, а и зато што то нужда налаже. Наиме, говори се да су Германи провалили границу с оне стране Рајне, да су заузели тврде, познате, богате и моћне градове. Иако тренутно не стижу никакве вести о персијским кретањима, пазите на то да су Сирци толико лакомислени да им је више по вољи да жене управљају њима него подносе нашу свесрдну власт. Шта рећи за Африку, шта за Илирик, шта за Египат и војске свих тих крајева? Докле оне могу остати без владара, мислимо ми. Стога, хајде, сабрани оци, именујте владара! Или ће војска прихватити оног кога ви будете изабрали, или ће, ако га буде одбила, изабрати неког другог.—  3.
Пошто је конзул завршио свој говор, устао је да први изнесе своје мишљење. Али пре него што је изустио реч, сви су једногласно изјавили да не може да се нађе нико толико вредан престола као Марко Клаудије Тацит. Он је био времешни конзул, родом из Интерамне (данас Терни). Тврдио је да води порекло од великог историчара чије име је носио. Био је чувен по својој љубави према књижевности, по свом огромном богатству, по својој неокаљаности и исправном карактеру. Налазио се први на списку. Стварна или притворна озбиљност којом је одбио понуђену част због својих поодмаклих година и слабости наишла је на поновљене акламације његове браће. Обасипали су га аргументима и преседанима све док најзад, уступајући пред њиховом ревношћу, није пристао да пређе на Марсово поље. Тамо га је поздравио народ. Напуштајући град, отишао је великој војсци и даље уконаченој у Тракији — пред присуством војника обећао је заостатке од плате и уобичајене поклоне — од које је благонаклоно прихваћен.
Према Historia Augusta, Тацит је, након што се уверио у искреност поштовања Сената према њему, прихватио њихову номинацију 25. септембра 275. и избор је срдачно потврдила војска. Ако је то тачно, Тацит је био последњи цар кога је изабрао Сенат. Међутим, могуће је да је већи део овог наратива измишљен, јер Зосимус и Зонарас извештавају да је Тацита заправо прогласила војска без икакве интервенције Сената. Његово проглашење за цара требало је да се деси крајем новембра или почетком децембра.
У старијој историографији било је општеприхваћено да је Аурелијанова жена Улпија Северина сама владала пре избора Тацита, што би могло да укаже на интеррегнум који је трајао чак шест месеци. Савремена библиографија сматра да између Аурелијанове смрти и крунисања новог цара можда није постојао никакав интеррегнум. Тацит је пре свог избора живео у Кампанији и невољно се вратио у скупштину Сената у Риму, где је изабран. Одмах је затражио од сенатора да Аурелијана прогласе богом, пре него што ухапсе и погубе Аурелијанове убице.
Доласком на власт најпре је гледао да потражи и погуби све оне умешане у убиство свог претходника, кога је он високо ценио, и наредио да се у знак сећања на истог подигну статуе од злата и сребра на најпрометнијим друмовима у велеграду. Такође је обратио пажњу на побољшање јавног морала доношењем разних закона о раскоши који су регулисали забаве и луксузне ужитке и одевање грађана, а сâм је давао свима около пример умереношћу, једноставношћу и скромношћу својих навика. Главни циљ му је био да поврати ауторитет сената, дајући значајне прерогативе сенату, који је у овом кратком периоду бранио и одржавао привид његовог древног угледа. Лична писма која су сачувана код Вописка предочавају занимљиву слику жртава и гозби на којима су сенатори испољавали своје усхићење због изгледа на потпуну рестаурацију својих древних привилегија који се отварао пред њима.
Једино постигнуће на војном пољу за време његове владавине било је поражавање и протеривање из Мале Азије банде Гота који су потицали са азовског приморја. Наиме, њих је Аурелијан позвао да се придруже његовом планираном походу на Исток. Разочарани што је смрћу овог владара изостала и обећана награда, намерили су се на мирне провинције на јужној обали Црног мора и пренели своја пустошења широм полуострва све до границе са Киликијом.
Али Тацитове поодмакле годнне и слаба снага нису могли више да издржавају бриге и послове који су му с неба па у ребра наметнути, а његове страхове увећао је бунтовни дух војске која је ускоро престала да поштује владара чије телесне и менталне снаге су биле готово на измаку. Након кратке борбе, издахнуо је услед напада грознице, или у Тарсу или у Тијани, око 9. априла 276; према Виктору, (око јуна 276. године). Насупрот томе, Зосимус тврди да је убијен, након што је једног од својих рођака поставио за важну команду у Сирији.